# Quake
Quake (/kweɪk/, с англ. — «дрожь») — компьютерная игра в жанре шутера от первого лица, разработанная id Software и выпущенная 22 июля 1996 года (полная версия).
Перед официальным выпуском полной версии игры, а именно 24 февраля 1996 года была выпущена технологическая демоверсия игры под названием QTest. В ней не было поддержки одиночного режима игры, и часть геймплея была ещё не доработана, однако, благодаря присутствию в игре поддержки мультиплеера, буквально за сутки в мире появились десятки серверов для онлайн-игры.
Затем, 22 июня 1996 года была выпущена shareware-версия игры, включавшая в себя только первый эпизод, и доступная для скачивания с официального сайта id Software.
Игра совершила прорыв в 3D технологиях, используя текстурированные полигональные модели персонажей вместо спрайтов, а также полностью трехмерную BSP-карту вместо двумерной с информацией о высоте (как было в Doom), тем самым реализуя полностью трёхмерный мир.
Бо́льшую часть движка Quake написал Джон Кармак. Игра также известна своим саундтреком, который написал Трент Резнор из Nine Inch Nails. Quake является родоначальником одной из самых успешных игровых серий: в сумме было продано более 4 миллионов копий Quake, Quake II и Quake III: Arena. В конце 2005 года вышло продолжение серии — Quake 4, являющееся сюжетным продолжением Quake 2.
С появлением первого Quake зародилось понятие «киберспорт», возникло обширное сообщество, стали проводиться крупные чемпионаты, а также возникло понятие трикинг в отношении компьютерных игр: применение некоторых багов игры в движении персонажа для достижения сверхвозможностей профессиональными игроками, специально отрегулированное в профессиональных модификациях (см. CPM и Defrag).

## Игровой процесс
Игра состоит из 28 уровней, которые сгруппированы в 4 эпизода, а также 4 скрытых подуровней в каждом эпизоде (вход в каждый из них спрятан в секретных областях отдельных уровней). Каждый эпизод представляет собой отдельное измерение, в которое игрок попадает через телепортационные врата. Можно выбрать 4 уровня сложности (Skill), причём последний уровень сложности, «Nightmare», является секретным, и вход на него нужно предварительно отыскать. Каждый эпизод игрок начинает на футуристической военной базе, в которой присутствуют врата в альтернативную реальность со «средневековой» окружающей обстановкой. На каждом уровне имеются секретные области — особые небольшие места, скрытые от игрока. В каждой из них можно найти какой-нибудь полезный предмет. Чаще всего вход в такую секретную область можно найти, если внимательно присмотреться к обстановке. Это может быть либо дверь, открывающаяся выстрелом или кнопкой, либо какая-нибудь ниша, проход в которую трудно заметить. При попадании в секретную область на экране обычно появляется надпись «You found a secret area!» («Вы нашли секретное место!»). В конце каждого уровня выводится статистика прохождения: затраченное время, количество убитых врагов и раскрытых секретов.
В игре, как и во многих играх id Software, присутствует система возмездия. Если один из монстров атакует другого, то они будут выяснять отношения между собой, не обращая на игрока внимания. Солдаты могут враждовать друг с другом, в то время как остальные монстры не нападают на представителей своего вида.

## Синопсис
Вы — безымянный солдат, разбуженный утром своим командиром. Неизвестный враг под кодовым именем Quake опустошает вашу военную базу, засылая легионы смерти через телепортационные врата, называемые «Slipgate». Вы призваны возглавить операцию по возмездию «Контрудар» (Counterstrike), пройти через эти врата на территорию врага в другом измерении и уничтожить его.

## Разработка
- Quake изначально планировалась id Software как двухмерная ролевая игра с участием одноимённого демона в качестве главного злодея. Постепенно превращаясь в шутер, роль финального злодея досталась Шуб-Ниггурат, одному из сообщников Квейка. Шуб-Ниггурат также является одним из божеств вселенной Мифов Ктулху Говарда Филлипса Лавкрафта. Вселенная Quake и Мифы Ктулху, тем не менее, сюжетно никак между собой не связаны.
- Во время работы над игрой разработчики долго не могли выработать единой концепции сюжета и сеттинга: главный дизайнер Джон Ромеро хотел выдержать историю в стилистике «тёмного фэнтези», а дизайнеры уровней Тим Уиллитс и Америкэн Мак-Ги планировали сделать более футуристическую, похожую на Doom игру; отсюда «техногенные» начальные уровни каждого эпизода, населённые агрессивными солдатами в скафандрах, вооружёнными дробовиками и бластерами. Дизайн этих уровней стилистикой напоминает вселенную Quake II и, вероятно, является одним из истоков его сеттинга.

## Выпуск

### QuakeWorld
Основная статья: QuakeWorld
В Quake с самого начала, наравне с однопользовательским прохождением, была реализована возможность сетевой игры между участниками — многопользовательский режим. Однако, исходная реализация была рассчитана практически только на игру в локальной сети.
В связи с огромной популярностью игры и началом распространения общедоступных сетей (Интернета), 17 декабря 1996 года, вскоре после официального релиза игры, id Software было выпущено дополнение — QuakeWorld.
Его суть заключается в значительной переработке сетевого кода игры и возможности включать в игру пользователей не только локальных сетей. Одним из нововведений стал client-side prediction — режим, позволивший компьютеру игрока предсказывать движения объектов ещё до ответа сервера, что позволило значительно снизить требования к скорости интернет-соединения, тем самым открыв доступ к игре огромному числу людей.
Стоит сказать, что физика QuakeWorld слегка отличается от физики обычного Quake. В первую очередь это касается распрыгов и некоторого оружия.
Таким образом, Quake стал одной из первых многопользовательских игр в интернете. Фактически, QuakeWorld стал стандартом для создания сетевых игр на долгое время, а оригинальная версия Quake, для того, чтобы отличать её от QuakeWorld, стала называться в среде игроков NetQuake.
QuakeWorld серверы различных модификаций (Deathmatch, TeamFortress) до сих пор достаточно популярны в интернете.

### Последующие выпуски
В 2016 году компания MachineGames выпустила пятый официальный эпизод к 20-летию игры под названием Dimension of the Past. 19 августа 2021 года на QuakeCon 2021 было анонсировано обновленное издание игры. Данное издание включает в себя дополнения The Scourge of Armagon, Dissolution of Eternity эпизод Dimension of the Past, а также еще один новый дополнительный эпизод под названием Dimension of the Machine, который также был разработан MachineGames. В качестве технических особенностей были выделены обновленные внутриигровые модели, улучшенное освещение, поддержка широкоэкранных разрешений, сглаживание. Переиздание было выпущено в тот же день для Windows, PlayStation 4, Xbox One и Nintendo Switch. Позже ожидается выпуск версий для PlayStation 5 и Xbox Series X/S. На всех платформах доступны кооперативный и многопользовательский режимы, а также кроссплатформенная игра.

## Саундтрек
Вся музыка и звуки в игре были написаны Трентом Резнором. Фактически, музыкальные дорожки не имеют официальных названий, треки именовались фанатами и программами, бравшими названия из баз данных в Интернете. Нумерация треков начинается с 2 (№ 1 зарезервирован под игровые данные) в скобках указана возможная длительность:
1. game data
2. «Persia Inversion», «Main Theme» или «Quake Theme» — 5:05 (4:47)
3. «Aftermath», «The Life Beneath It All» или «Intermission» — 2:23 (2:27)
4. «The Hall of Souls», «Conscience» или «Start/Whispers» — 8:18 (8:22)
5. «It is Raped», «Freezing Vertigo» или «Grisly Grotto» — 6:02 (6:07)
6. «Parallel Dimensions», «The Journey» или «Slipgate Complex» — 7:20 (7:26)
7. «Life», «The Hammer» или «Underearth» — 8:35 (8:40)
8. «Damnation», «Ice» или «Castle of the Damned» — 5:33 (5:37)
9. «Focus», «Peace?» или «Necropolis» — 6:26 (6:30)
10. «Falling», «Violence Inside» или «Ziggurat Vertigo» — 3:30 (3:34)

## Наследие

### Модификации
В движке Quake имеется встроенный интерпретатор байткода, выполняющий программу, определяющую всю «логику» игровых событий. Байткод содержится в файле progs.dat, который создаётся из исходного кода на языке QuakeC специальным компилятором. Изменяя этот файл, можно создавать различные модификации Quake.
В Quake II и более поздних играх интерпретатор был исключён из движка, но возможность создавать модификации по-прежнему оставалась — код, отвечающий за игровые процессы, был перенесён в динамически подгружаемые библиотеки (gamex86.dll / gamex86.so в Quake II для i386/Linux).
На основе оригинального движка были созданы различные модификации игры, наиболее известными из которых являются:
- Team Fortress, ориентированная на сетевую командную игру;
- Quake Rally, вариант автогонок со стрельбой.

А также менее известные: Q!Zone for Quake (1996 год), Shrak for Quake (1997 год), Alien Quake (1997 год), Malice (1997 год), Nehahra (2000 год), Soul of Evil (2002 год).
Дополнительно стоит отметить огромнейшее количество demo-роликов, которые появились благодаря модификациям, позволяющими летать над картой с любой скоростью и на любой высоте, а также специальным программам для нарезки уже записанного. В основном это были проморолики различных команд. Но попадались и демонстрации прохождения игры на время, и даже некоторое подобие мультфильмов.

### Обновления
В 1999 году исходный код Quake и QuakeWorld был открыт под лицензией GPL, что позволило энтузиастам разрабатывать и модифицировать как серверную, так и клиентскую части игры.
- ezQuake  (QuakeWorld-клиент с встроенным облегчённым сервером)
- MVDSV  (QuakeWorld-сервер)
- KTX  (QuakeWorld deathmatch/ctf/arena мод)
- EZTV  (недоступная ссылка) (QuakeWorld-прокси для просмотра игры в реальном времени большим количеством зрителей одновременно)
- FTEQW  (QuakeWorld + Quake)
- FuhQuake  (QuakeWorld/DM)
- qw262  (QuakeWorld/TeamFortress)
- Telejano Quake Engine  — движок, основанный на движке TomazQuake. Переработанная графика, по качеству эффектов несколько уступает Tenebrae.
- Графическая модификация Tenebrae Quake Tenebrae — добавляет в игру шейдерные эффекты, бамп-маппинг, сложное освещение и другие современные визуальные эффекты.
- DarkPlaces  (QuakeWorld + Quake). Последние версии этого движка значительно превосходят Tenebrae в качестве графики

### Скоростное прохождение
Quake стал второй игрой после Doom, в которой очень распространён speedrunning, то есть скоростное прохождение игры. Особенность движка Quake в том, что в нём заложено много недокументированных возможностей, которые делают скоростное прохождение очень зрелищным и неожиданным. Главным сообществом спидраннеров Quake является SDA. На данный момент самыми лучшими результатами являются скоростное прохождение за 11 минут 29 секунд «Quake done Quickest» и полное прохождение за 48 минут «Quake done 100 % Quickest».

### Diary of a Camper
В 1996 году вышел короткометражный фильм «Diary of a Camper», который был создан с помощью игры.

## Создание своих карт
В движке Quake для определения столкновений (Collision detection) и отсечения невидимых многоугольников (Backface culling) используется технология BSP.
Достаточно популярным занятием среди поклонников игры является создание карт — трёхмерных моделей игрового пространства Quake. Так как множество других игр основаны на Quake Engine, технология создания карт для них мало отличается от технологии создания карт для Quake (чаще всего для этого используются одни и те же программы).

### Редакторы карт для Quake
- QE4
- QERadiant
- GtkRadiant
- Qoole
- QuArK
- Worldcraft (версии до 2.0, для версий выше можно использовать конвертер HlMap2Q1Map (недоступная ссылка))

## Чемпионаты
Quake — популярная дисциплина в центральных киберспортивных чемпионатах мира, таких как CPL, WCG и DreamHack.

### 1996 год
- 18 февраля 1996 — QTest Event — Мескит, Техас

id Software пригласила несколько людей в свою штаб-квартиру, чтобы провести тест игры до её официального выпуска.
- Август 1996 — QuakeCon '96 — Гарленд, Техас

Самый первый QuakeCon. Всего участвовало около 40 человек.
- Август 1996 — Quake GibFest 96' — Интернет

Командный чемпионат, проводившийся в интернете id Software.
- 19 сентября 1996 — QuakeWorld Launch — Нью-Йорк

Этот легендарный LAN party, несмотря на то, что на нём было всего около 20 компьютеров, был первым чемпионатом с участием лучших игроков в Quake, и освещением в СМИ. Игра QuakeWorld не имеет никакого отношения к этому чемпионату, поскольку была выпущена позже.
- ClanRing Tournament 1 (T1) — Интернет

Командный чемпионат, проводившийся в интернете.
- 15 декабря 1996 — ClanRing Tournament 2 — Интернет

Командный и CTF чемпионат, проводившийся в интернете.
- Elite 8 — Интернет

Командный чемпионат, проводившийся в интернете.

### 1997 год
- 2 февраля 1997 — ClanRing Tournament 2 — Европа, Интернет

Командный чемпионат, проводившийся в интернете. Финальные игры не были сыграны.
- 13 апреля 1997 — National Challenge 1 — Европа, Интернет

Командный чемпионат между командами Финляндии и Швеции. Проводился в формате 15 на 15 игроков.
- 23 мая 1997 — Manhattan Memorial Marathon[7] — Нью-Йорк

Огромный LAN party с участием более 130 человек, проводимый на 100 компьютерах.
- 21 июня 1997 — Red Annihilation — Атланта, Electronic Entertainment Expo

Известнейший чемпионат, на котором победитель, Деннис 'LGD-Thresh' Фонг выиграл Ferrari 328 GTS Джона Кармака 1987 года выпуска.
- Июль 1997 — QuakeCon '97 — Плейно, Техас

Дуэльный чемпионат с участием лучших американских игроков.
- 17 августа 1997 — The All Female Tournament — Лос-Анджелес, Калифорния

Первый дуэльный женский чемпионат.
- Октябрь 1997 — Queen of the Hill — США, Интернет

Женский онлайн-чемпионат.
- 31 октября 1997 — The FRAG — Даллас, Техас

Первый чемпионат лиги CPL. Собрал более 600 участников. Призовой фонд чемпионата составлял $4`000.
- Сентябрь-Ноябрь 1997 — ClanRing Tournament 3 — Интернет, Лос-Анджелес

Первый интерконтинентальный командный чемпионат. Финалисты съехались на свои игры в Лос-Анджелес.

### 1998 год
- 31 января 1998 — PGL Season 1 (недоступная ссылка) — Сиэтл

Дуэльный чемпионат с призовым фондом $15`000, победителем которого стал Деннис 'Thresh' Фонг, выигравший $7`500. Этот чемпионат интересен тем, что Thresh единственный раз в своей карьере проиграл официальную игру Джиму 'Reptile' Дангсилу на чемпионате. Однако, благодаря системе Double Elimination он смог в итоге взять реванш и выиграть турнир.
- 28 марта 1998 — Queen of the Hill II — Интернет, США

Ещё один женский дуэльный чемпионат, проводившийся в интернете.
- 23 июля 1998 — The CPL Event — Даллас, Техас

Чемпионат с более, чем 600 участниками.
- 7 августа 1998 — DR-9 — 9 Studio, Стокгольм

Командный чемпионат между лучшими кланами Европы и Америки — Clan Nine против Death Row. Из 10 игр половина была сыграна на платформе NetQuake, а другая половина — на QuakeWorld.

### 1999 год
- Май 1999 — Monday Night Quake League — Интернет, США

Лига для игроков с большим пингом (больше 150 мс)
- 26 июля 1999 — Rapture '99 — Шотландия

Дуэльный чемпионат проводился на NetQuake, командная часть — на QuakeWorld.

### 2001 год
- Май 2001 — ClanRing Big 12 (недоступная ссылка) — Интернет, США

Командный чемпионат, проводившийся в интернете.